# Скрипкин, Николай Кириллович
Николай Кириллович Скрипкин (17 марта 1947 года — 28 мая 2006 года) — советский спортсмен-парашютист, мастер спорта СССР, многократный рекордсмен СССР, 14-кратный рекордсмен мира по прыжкам на точность приземления (13 мировых рекордов на точность приземления ночью и 1 — днём).

## Биография
Николай Кириллович Скрипкин родился 17 марта 1947 г. в д. Фролово Ильинского района Великолукской области (ныне Западнодвинский район Тверской области). В трёхлетнем возрасте переехал с родителями в г. Ригу Латвийской ССР. Здесь окончил среднюю школу. В 16-летнем возрасте увлёкся парашютным спортом. Участвовал в региональных и межобластных соревнованиях.
В 1966 году призван в ряды Советской Армии. Остался на сверхсрочную службу. Служил в авиационных частях 15-й Воздушной Армии ПрибВО в Риге и Елгаве. Параллельно обучался на заочном отделении Латвийского государственного института физической культуры (LVFKI). 22.01.1968 г. присвоено звание "Инструктор парашютно-десантной подготовки". Также присвоены воинские звания: 14.02.1972 г. - прапорщик, 02.08.1988 г. - старший прапорщик. Во время службы в СА не оставлял занятий парашютным спортом, добившись выдающихся спортивных успехов. За четверть века активной спортивной карьеры Николай Скрипкин совершил свыше трёх тысяч прыжков с парашютом (всего - более 10 тысяч прыжков), многократно завоёвывал титул чемпиона и рекордсмена СССР, побил 13 мировых рекордов на точность приземления ночью и один – днём. Дважды разбивался. Помимо спортивных рекордов совершил более шестидесяти испытательных прыжков: опробовал новые конструкции парашютных куполов.
В 1988 году во время Афганской войны, Николай Кириллович Скрипкин был начальником поисково-спасательного отделения на Баграмском аэродроме (262-я овэ). Всего через шесть дней после прибытия в Афганистан, 12 января 1988 года совершил уникальный подвиг, вошедший в анналы Афганской войны. 
В этот день, 12 января 1988 года истребитель-бомбардировщик Су-17М4 (274-й авиационный полк истребителей-бомбардировщиков) под управлением майора Сергея Иосифовича Юрчука, принимавший участие в штурмовке позиций "Панджшерского льва" - Ахмада Шаха Масуда был сбит моджахедами с помощью ПЗРК "Стингер" над Панджшерским ущельем в районе кишлака Чобак. Стремясь выявить и подавить огневые точки противника, лётчик сделал так называемый "нырок" над землёй, чтобы вызвать огонь на себя - и в результате получил "Стингер" в двигатель (неофициально – сорвался в штопор (свалился) после вывода из атаки из-за несброса авиабомбы и невключения форсажа при этом). С.И.Юрчук был вынужден катапультироваться на один из горных склонов ущелья. При приземлении был травмирован. 
В ходе спасательной операции Н.К.Скрипкин в сложнейших условиях высокогорья совершил точечный прыжок с парашютом с минимально возможной высоты с борта вертолёта МИ-8 (командир экипажа м-р А.И.Макаревич) на скалу на высоте порядка 4,5 тысяч метров над уровнем моря в место приземления катапультировавшегося лётчика. Затем, прокладывая путь себе и травмированному, получившему обморожение лётчику через толщу снега при острой нехватке кислорода и сильнейшем морозе Н.К.Скрипкин вывел его на площадку, над которой смог зависнуть вертолёт спасательной группы (командир экипажа майор Ю.Л.Власов), эвакуировавший лётчика и спасателя. 
За этот подвиг Указом Президиума Верховного Совета СССР от 20 июня 1988 года Николай Кириллович Скрипкин был награждён орденом Красной Звезды. После окончания командировки в Афганистан продолжил службу в ВС СССР. Последнее место службы - 285-я отдельная вертолётная эскадрилья радиоэлектронной борьбы (285-я овэ РЭБ), базировавшаяся на аэродроме в Елгаве. Вскоре после распада СССР в 1992 г. эскадрилья была выведена из Прибалтики на военный аэродром в с.Лямбирь под Саранском, а в 1998 г. расформирована. После расформирования части Н.К.Скрипкин работал инструктором парашютно-десантной подготовки в Саранском аэроклубе ДОСААФ СССР. Занимался подготовкой спортсменов-парашютистов. Воспитал ряд выдающихся спортсменов, среди которых - обладатель кубка мира по купольной акробатике (2011 г., Дубай, ОАЭ), трёхкратный чемпион России, член сборной РФ по парашютному спорту Виталий Гладков. Умер в г. Саранске 28 мая 2006 г. Похоронен на Ключарёвском кладбище № 5 г. Саранска.
Операция по спасению комэска 274-го апиб С.И.Юрчука достаточно подробно, хоть и с некоторыми неточностями описана в книге специального корреспондента газеты "Комсомольская правда" в Афганистане Михаила Юрьевича Кожухова "Над Кабулом чужие звёзды", М., 2010, а также в книге Владимира Гагина "Воздушная война в Афганистане", Воронеж, 2004.

## Личная жизнь
- Был дважды женат. Оба раза разведён. От первого брака есть дочь -  Апсите (Скрипкина) Виктория Николаевна (1971 г.р.), родилась и живёт в Латвии. Так же есть двое внуков: Роман (1989 г.р.) и Юрий (1992 г.р.).
- Вторая жена — Скрипкина Светлана Викторовна (1954 г.р.), учитель дошкольного образования, учитель русского языка и литературы. В настоящее время проживает в г. Ментон, Франция, преподаватель Русской школы "Матрёшка" в Ницце[2].
  - Сын — Максим Николаевич Скрипкин (1979 г.р.).